# Мамедов, Имран Исмаил оглы
Имран Исмаил оглы Мамедов (азерб. İmran İsmayıl oğlu Məmmədov; 20 ноября 1927, Качагани — ?, там же) — советский грузинский табаковод. Герой Социалистического Труда (1950).

## Биография
Родился 20 ноября 1927 года в селе Качаган Борчалинского уезда Грузинской ССР (ныне Качагани края Квемо-Картли).
Окончил пятилетнюю школу в родном селе. Начал трудовую деятельность в 1939 году рядовым колхозником в колхозе «Социализм» Марнеульского района, позже возглавил табаководческую бригаду в колхозе. Активно участвовал в развитии культивирования сорта табака «Трапезонд» в Марнеульском районе. Добивался высоких трудовых показателей в области табаководства, делился опытом в Азербайджанской ССР и Узбекской ССР. С 1951 года работал в Качаганском молочно-овощном совхозе.
Указом Президиума Верховного Совета СССР от 3 июля 1950 года удостоен звания Героя Социалистического Труда за «получение высоких урожаев кукурузы, табака и картофеля в 1949 году» с вручением ордена Ленина и золотой медали «Серп и Молот».
Этим же указом званием Героя Социалистического Труда были награждены труженики колхоза «Социализм» табаководы Орудж Байрам оглы Байрамов и Дурсун Ахмед оглы Мамедов.
Дата смерти неизвестна, место смерти и место захоронения в родном селе.